# جیسون ریتر
جیسون ریتر (انگلیسی: Jason Ritter؛ زادهٔ ۱۷ فوریهٔ ۱۹۸۰) یک هنرپیشه اهل ایالات متحده آمریکا است.
از فیلم‌ها یا برنامه‌های تلویزیونی که وی در آن نقش داشته‌است می‌توان به دبلیو، معامله، صدایت را ببر بالا، مراحل، پایان خوش، کاملاً مال خودمان، سرزمین خشک و آموزش چارلی بنکس اشاره کرد.